# Георгий Седов (фильм)
«Георгий Седов» — советский художественный историко-биографический фильм, который был снят в 1974 году на киностудии имени Горького.

## О фильме
Съёмки фильма проводились в Архангельске. В качестве «Святого Фоки» была использована шхуна «Запад». Сценарий фильма был написан Семёном Григорьевичем Нагорным на основе его книги «Седов», которая выходила в серии «Жизнь замечательных людей» в 1939 году.
Режиссёр фильма Борис Алексеевич Григорьев и исполнитель роли главного героя Игорь Вадимович Ледогоров по-разному воспринимали образ Седова:

Седов был для меня героической фигурой. Жизнь его заключала в себе тайну. Понять эту личность до конца трудно. Одно ясно: Седов всю жизнь боролся с людьми, которые выступали с позиций голого практицизма… Седов — человек убеждённости и веры в предначертание своего пути. …В Седове Ледогоров обнаружил фигуру трагическую. Он не только не достиг своей цели. Он заранее предчувствовал, что не сможет дойти до Северного полюса, — лишь проложит след, и другим будет легче идти за ним.
— Б. Григорьев.

## Сюжет
Действие фильма происходит в 1912—1914 годах во время подготовки и проведения полярной экспедиции Георгия Яковлевича Седова.

## Съёмочная группа
- Режиссёр: Борис Григорьев
- автор сценария: Семён Нагорный
- оператор: Константин Арутюнов
- художник-постановщик: Игорь Бахметьев
- композитор: Георгий Дмитриев
- звукорежиссёр: Дмитрий Белевич
- монтаж: М. Храбак

## В ролях
- Игорь Ледогоров — Георгий Седов
- Наталья Величко — Вера
- Валерий Гатаев — Линник
- Всеволод Кузнецов — Кушаков
- Александр Степанов — Пустошный
- Андрей Вертоградов — Визе
- Лев Дуров — кок
- Владимир Емельянов — Петров-Гималайский
- Сергей Плотников — хозяин судна
- Владимир Грамматиков — Пинегин